# アンドラの地方行政区画

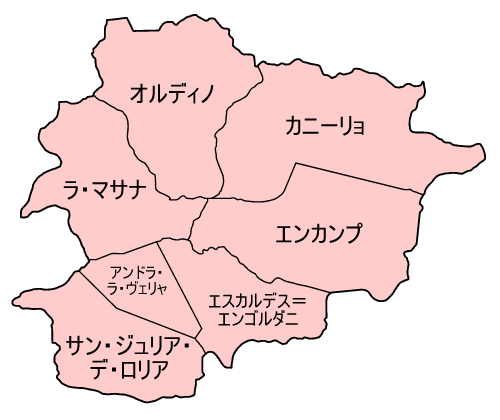

アンドラの地方行政区画（アンドラのちほうぎょうせいくかく）における最大の地域単位は教区（パロキア、カタルーニャ語：parròquia）である。アンドラでは、それぞれの教区におかれたコムー（Comú）が地域の立法や行政にかかわる権能をもつ。
アンドラには7つの教区がある。このうち、最も面積が広いものはカニーリョ教区で、最も人口が多いものは首都のあるアンドーラ・ラ・ベリャ教区である。

## 教区
アンドラでは「教区」という語に宗教的な意味と世俗的な意味の両方がある。宗教的な意味で使う場合は、ウルヘル司教に任命された教区司祭が担当する地域範囲を指す。これに対して世俗的な意味で使う場合は、立法や行政など市民生活にかかわる地域単位を指す（行政教区参照）。
それぞれの教区の主要な市町村にはコムがある。コムは地方議会かつ地方行政府として教区民の意思を決定、代表する機関であり、教区の予算や条例もコムで決められる。コムの構成員（議員）は8人から14人で（数は教区によって異なる）、4年に1度、選挙で選ばれる。
教区より小さな行政単位としては、ウルディーヌ教区、ラ・マサーナ教区、サン・ジュリアー・ダ・ロリア教区にクァルト（quart）が、カニーリョ教区にベイナト（veïnat）がある。

## 歴史
839年、ラ・セウ・ドゥルジェルの聖母教会献堂式の記録に、現存する6つのアンドラの教区の名がある。7番目の教区は1978年、アンドラ・ラ・ベリャ教区から分かれてできたエスカルデス・エンゴルダニ教区である。

## 各教区の面積と人口規模
| 教区名                                            | 面積 (km2) | 人口 (2015年現在) |
| ------------------------------------------------- | ---------- | ----------------- |
| カニーリョ（Canillo）                             | 121        | 3,368             |
| オルディノ（Orfdino）                             | 89         | 4,429             |
| アンカム（Encamp）                                | 74         | 10,857            |
| ラ・マサナ（La Massana）                          | 61         | 9,096             |
| サン・ジュリア・デ・ロリア（Sant Julià de Lòria） | 60         | 8,681             |
| エスカルデス＝エンゴルダニ（Escaldes-Engordany）  | 32         | 13,873            |
| アンドラ・ラ・ベリャ（Andorra la Vella）          | 27         | 21,428            |
| 合計                                              | 464        | 71,732            |